# Erhard Neubert
Erhard Neubert (* 17. November 1905 in Dresden; † 4. April 1984) war ein deutscher KPD-Funktionär und SED-Funktionär. Er war Vorsitzender der Bezirksparteikontrollkommission Dresden der SED.

## Leben
Neubert wurde als Sohn einer Arbeiterfamilie geboren. Nach dem Besuch der Grundschule besuchte er die Fachschule und absolvierte eine Lehre zum Gürtler. Er war 1920 Mitbegründer des KJVD in Dresden. Neubert trat 1923 der KPD bei.
Nach der „Machtergreifung“ der Nationalsozialisten 1933 beteiligte sich Neubert am Widerstand. Er war Politleiter der illegalen KPD Dresden-Süd und jahrelang in Haft.
1945 wurde er Bezirksbürgermeister von Dresden-Leutewitz. 1946 wurde er Mitglied der SED. Von 1947 bis 1949 leitete er das Zentralamt beim Rat der Stadt Dresden. Von 1949 bis 1954 war er Betriebsleiter des Kommunalen Wirtschaftsunternehmen Gartenbau bzw. Landschaftsgestaltung Dresden. Von 1954 bis 1956 gehörte er als Mitglied dem Rat des Bezirkes Dresden an und war Leiter der Abteilung Innere Angelegenheiten. 1956/57 studierte er an der Parteihochschule „Karl Marx“ und fungierte anschließend von 1958 bis 1960 als Vorsitzender des Rates des Kreises Meißen. 1960 war er Vorsitzender der Stadtparteikontrollkommission der SED Dresden und von 1961 bis 1971 Vorsitzender der Bezirksparteikontrollkommission sowie Mitglied der SED-Bezirksleitung Dresden und ihres Büros bzw. Sekretariats.

## Auszeichnungen
- Vaterländischer Verdienstorden in Bronze (1963), in Silber (1965) und in Gold (1976)